# Chrysocyma ochricoloria
Chrysocyma ochricoloria är en fjärilsart som beskrevs av Embrik Strand 1911. Chrysocyma ochricoloria ingår i släktet Chrysocyma och familjen tofsspinnare. Inga underarter finns listade i Catalogue of Life.